# Stanisław Streich

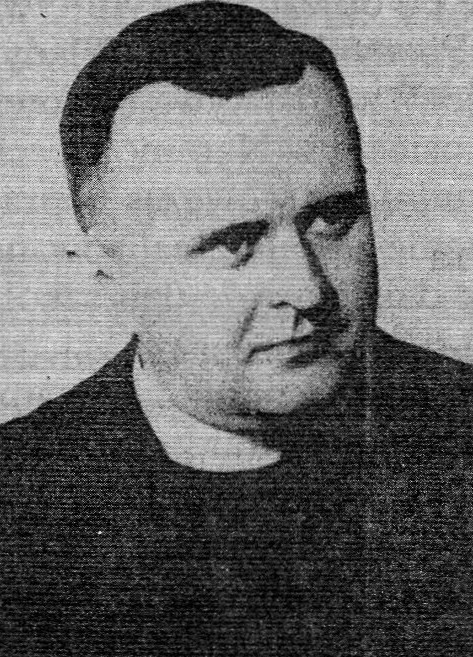
Stanisław Streich

Stanisław Streich (Bydgoszcz, 27 augustus 1902 – Luboń, 27 februari 1938) was de Poolse rooms-katholieke priester van de door hem opgerichte Sint-Johannes Bosco parochie in Luboń (Groot-Polen) die tijdens een mis doodgeschoten werd door de communist Wawrzyniec Nowak.

## Dood
Op 27 februari 1938 droeg Stanisław Streich de mis op en werd geassisteerd door plaatselijke kinderen. Toen de priester de preekstoel beklom, werd hij met drie kogels van een semiautomatische revolver neergeschoten door Wawrzyniec Nowak, een knecht van een metselaar. Volgens getuigen zou de schutter daarna de preekstoel beklommen en geroepen hebben: "Leve het communisme!" en "Kinderen, dat is voor jullie vrijheid!". De plaatselijke kerkbewaarder Franciszek Kawczyński probeerde hem te overmannen. Er vielen nog een paar schoten waardoor Kawczyński en twee andere mensen verwond werden. Daarna lukte het om Nowak aan te houden. De menigte wilde hem lynchen maar ten slotte werd hij geboeid en met de trein naar Poznań getransporteerd .

## Begrafenis
Op 4 maart 1938 namen ongeveer 10.000 mensen deel aan de begrafenis van Stanisław Streich in Luboń. Aanwezig waren veel inwoners van Luboń, vertegenwoordigers van plaatselijke gezagdragers, de politieke partij Stonnictwo Narodowe en katholieke (Akcja Katolicka, Katolickie Stowarzyszenie Młodzieży Męskiej/Żeńskiej) en paramilitaire verenigingen (Bractwo Kurkowe, Związek Hallerczyków). De begrafenis veranderde in een grote manifestatie voor de verbondenheid met de kerk en de overledene.

## Veroordeling
De autopsie toonde aan dat Streich in het hoofd, de longen en de rug werd getroffen. Het eerste schot was echter al dodelijk doordat de kogel zich in de hersenen had geboord. Wawrzyniec Nowak legde een schuldbekentenis af en werd schuldig aan moord bevonden en tot de doodstraf veroordeeld. Tijdens het gerechtelijk onderzoek bleek dat de beweegreden van het misdrijf uitsluitend ideologisch was. Nowak stelde dat hij Streich niet als man maar als vertegenwoordiger van de rooms-katholieke kerk had vermoord omdat volgens hem religie verantwoordelijk was voor de onrechtvaardigheid in de wereld. Hij werd op 28 januari 1939 ter dood gebracht.

## Nasleep
De gebeurtenis werd in landelijke en buitenlandse kranten beschreven, onder andere in de Nieuwe Tilburgsche Courant en de Leeuwarder Courant. De Poolse bevolking reageerde geschokt. Naar aanleiding van de moord vonden er anticommunistische en antisemitische demonstraties plaats in sommige delen van het land. Nationalistische organisaties buitten de dood van Stanisław Streich immers uit om het stereotype te versterken van de zogenaamde "Żydokomuna", een complottheorie die het communisme zag als een Joodse samenzwering tegen de Poolse natiestaat.